# Wilajet maryjski
Wilajet maryjski (turkmeń. Mary welaýaty / Мары велаяты) – jeden z pięciu wilajetów Turkmenistanu, położony w południowo-wschodniej części kraju. Ośrodkiem administracyjnym jest miasto Mary (101,0 tys.). Inne ważne miasta to Baýramaly, Ýolöten i Şatlyk. Średnia gęstość zaludnienia jest niska, ale ludność skoncentrowana jest w oazach (w dolinach rzek Murgab i Tejen), gdzie gęstość sięga 150-200 mieszk./km².
Znaczną część wilajetu zajmuje pustynia Kara-kum. Główną rzeką jest Murgab, która ginie w piaskach pustyni na północ od miasta Mary. Woda do nawadniania dostarczana jest również z Amu-darii poprzez Kanał Karakumski. Dzięki temu jest on jednym z głównych obszarów uprawy bawełny. Hoduje się tutaj również owce karakułowe.
Wilajet maryjski to również ważny obszar przemysłowy kraju. Wydobywa się tutaj gaz ziemny, produkuje energię elektryczną (76% produkcji krajowej) i nawozy sztuczne (81% produkcji krajowej). Rozwinięty jest również przemysł włókienniczy, skórzany i obuwniczy.
Znajdują się tutaj ruiny miasta Merw, wpisanego na listę światowego dziedzictwa UNESCO.